# كارولين بارون
كارولين بارون (بالإنجليزية: Caroline Baron)‏ هي منتجة أفلام أمريكية، ولدت في 1961 في بروكلين في الولايات المتحدة.

## وصلات خارجية
- كارولين بارون على موقع IMDb (الإنجليزية)
- كارولين بارون على موقع قاعدة بيانات الفيلم (الإنجليزية)